# 브뢰네르슬레우시

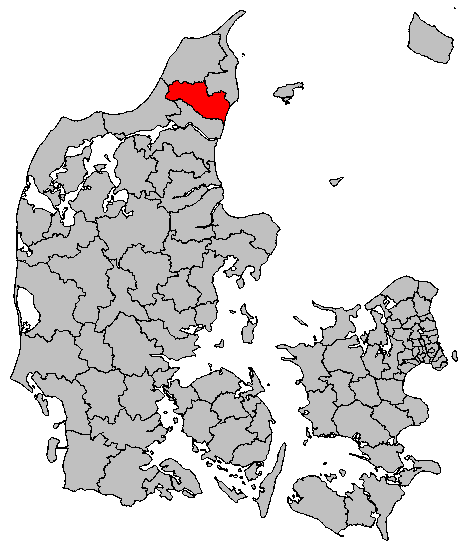
브뢰네르슬레우 시의 위치

브뢰네르슬레우시(덴마크어: Brønderslev Kommune)는 덴마크 북윌란 지역에 위치한 지방 자치체로 행정 중심지는 브뢰네르슬레우이며 면적은 630km2, 인구는 35,525명(2008년 기준)이다. 윌란반도 북부에 위치한다. 과거에는 브뢰네르슬레우드로닝룬 시(Brønderslev-Dronninglund Kommune)라는 이름을 사용했다.